# Bazilio Olara-Okello
Bazilio Olara-Okello (ur. 1929, zm. 9 stycznia 1990 w Omdurmanie) – ugandyjski generał porucznik i polityk, faktyczny prezydent kraju od 27 do 29 lipca 1985.
Należał do grupy etnicznej Aczoli. Był dowódcą Ugandyjskiej Armii Wyzwolenia Ludowego, która w 1979 obaliła Idiego Amina i wyniosła do władzy Miltona Obote. Wkrótce jednak na szefa armii wyznaczono Smith Opon Acaka, przedstawiciela grupy Lango (do której należał Obote), co sprowokowało napięcie między nimi. 27 lipca 1985 Olara-Okello dowodził zamachem stanu, zorganizowanym głównie przez Aczoli. Rozwiązawszy parlament, stanął na czele Rady Wojskowej przez trzy dni, będąc faktycznym prezydentem. Następnie został awansowany do stopnia generała porucznika i objął dowództwo nad całymi siłami zbrojnymi. Gdy w styczniu 1986 władzę zdobył Yoweri Museveni, stracił dowództwo nad armią i ratował się ucieczką do Sudanu. Zmarł w szpitalu w Omdurmanie w 1990.
Odznaczony pośmiertnie Medalem Rzeki Kagery (2010) za walkę z Idi Aminem.